# Емельянов, Георгий Иванович
Георгий Иванович Емельянов (1 января 1912 — 23 января 1969) — передовик советского сельского хозяйства, бригадир колхоза имени Ворошилова Яльчикского района Чувашской АССР, Герой Социалистического Труда (1948).

## Биография
Родился в 1912 году в селе Янтиково в Чувашии в крестьянской семье. Чуваш.
С образованием местного колхоза и до начала войны работал в полеводческой бригаде.
Участник Великой Отечественной войны,  получил тяжёлое ранение в бою. После демобилизации вернулся в родной колхоз имени Ворошилова (с 1959 года колхоз "Победа") и продолжил работу. 
По итогам работы в 1947 году его бригада получила урожай пшеницы 35,2 центнера с гектара на площади 40 гектар.
Указом Президиума Верховного Совета СССР от 19 марта 1948 года за получение высоких урожаев пшеницы и ржив 1947 году Георгию Ивановичу Емельянову было присвоено звание Героя Социалистического Труда с вручением ордена Ленина и медали «Серп и Молот».
Умер 23 января 1969 года.

## Награды
За трудовые успехи был удостоен:
- золотая звезда «Серп и Молот» (19.03.1948)
- орден Ленина (19.03.1948)
- орден Трудового Красного Знамени (04.07.1951)
- другие медали.